# NGC 4336
NGC 4336 is een balkspiraalstelsel in het sterrenbeeld Hoofdhaar. Het hemelobject werd op 27 april 1785 ontdekt door de Duits-Britse astronoom William Herschel.

## Synoniemen
- IC 3254
- UGC 7462
- MCG 3-32-20
- ZWG 99.35
- PGC 40231